# 최윤영 (1986년)
최윤영(崔允英, 1986년 9월 25일 ~ )은 대한민국의 배우이다.
1986년 9월 25일 서울특별시 서대문구에서 2녀 중 차녀로 출생한 최윤영  대표 작품 중 드라마로는 2009년 KBS 2TV 《천하무적 이평강》, 2010년 KBS 2TV 《제빵왕 김탁구》, 2012년 KBS 2TV 《내 딸 서영이》, 2013년 SBS 《열애》, 2014년 KBS 1TV 《고양이는 있다》, 2015년 KBS 2TV 《다 잘될 거야》, 2017년 MBC 《전생에 웬수들》, 2019년 TVN 60일 지정생존자, 2020년 OCN 경이로운 소문, 2023년 KBS 2TV 《비밀의 여자》 등이 있고 영화로는 2011년 《마이 블랙 미니드레스》, 2012년 《코리아》 등이 있다.

## 학력
- 능곡초등학교 (졸업)
- 능곡중학교 (졸업)
- 안양예술고등학교 (연극영화과 / 졸업)
- 단국대학교 (연극영화과 / 학사)

## 경력
- 2007년 극단 악어컴퍼니 단원
- 2008년 KBS 공채 21기 탤런트
- 2013년 제13회 광주국제영화제 피스프렌즈
- 2015년 제7회 서울국제건축영화제 홍보대사
- 2016년 제2회 서울웹페스트영화제 홍보대사

## 출연 작품

### 드라마
- 2009년 KBS2 월화 미니시리즈 《남자 이야기》 ... 백화점 점원 역
- 2009년 KBS2 수목 미니시리즈 《그저 바라보다가》 ... 스타일리스트 역
- 2009년 KBS2 월화 미니시리즈 《결혼 못하는 남자》 ... 유수영 역
- 2009년 KBS2 주말 미니시리즈 《열혈 장사꾼》 ... 승철의 누나 역
- 2009년 KBS2 월화 미니시리즈 《천하무적 이평강》 ... 봉소희 역
- 2010년 KBS2 수목 특별기획 드라마 《제빵왕 김탁구》 ... 구자림 역
- 2010년 MBC 월화 미니시리즈 《역전의 여왕》 ... 조기쁨 역
- 2012년 KBS2 주말연속극 《내 딸 서영이》 ... 최호정 역
- 2013년 KBS2 단막극 《KBS 드라마 스페셜 연작 시리즈 - 동화처럼》 ... 백장미 역
- 2013년 MBC 수목 미니시리즈 《여왕의 교실》 ... 양민희 역
- 2013년 MBC 2부작 목요 미니시리즈 《세상에서 가장 위대한 일》 ... 우선 역
- 2013년 SBS 주말극장 《열애》 ... 한유정 역
- 2014년 KBS1 저녁 일일연속극 《고양이는 있다》 ... 고양순 / 고다연 역
- 2015년 KBS2 저녁 일일연속극 《다 잘될 거야》 ... 금가은 역
- 2017년~2018년 MBC 저녁 일일연속극 《전생에 웬수들》 ... 최고야 역
- 2019년 tvN 월화 미니시리즈 《60일, 지정생존자》 ... 정수정 역
- 2020년~2021년 OCN 주말 미니시리즈 《경이로운 소문》 ... 김정영 역
- 2023년 KBS2 저녁 일일연속극 《비밀의 여자》 ... 오세린(1회~20회) / 정겨울[김현주](20회~103회) 역
- 2024년 KBS2 월화 미니시리즈 《환상연가》 ... 은미소 역
- 2025년 KBS2 TV  주말연속극  《독수리 5형제를 부탁해!》 ... 나영은 역
- 2025년 KBS2 TV 저녁일일드라마 《친밀한 리플리》

### 영화
| 연도 | 제목                              | 역할           | 감독                           | 비고 |
| ---- | --------------------------------- | -------------- | ------------------------------ | ---- |
| 2011 | 《마이 블랙 미니드레스》          | 영미           | 허인무                         |      |
| 2012 | 《코리아》                        | 최영정         | 문현성                         |      |
| 2012 | 《무서운 이야기》 (옴니버스 영화) | 소정           | 정범식 임대웅 홍지영 김곡 김선 |      |
| 2014 | 《그댄 나의 뱀파이어》            | 규정           | 이원회                         |      |
| 2019 | 《0.0MHz》                        | 함윤정         | 유선동                         |      |
| 2021 | 《언프레임드》 (옴니버스 영화)    | TV 연속극 여주 | 박정민 손석구 최희서 이제훈    |      |

### 연극
| 연도 | 제목        | 역할 | 기간                       | 장소                  | 비고 |
| ---- | ----------- | ---- | -------------------------- | --------------------- | ---- |
| 2003 | 《산불》    |      | 2003. 9. 18.~2003. 10. 12. | 대학로 아리랑 소극장  |      |
| 2007 | 《세 자매》 |      |                            |                       |      |
| 2008 | 《보이첵》  |      | 2008. 3. 4.~2008. 3. 10.   | 아르코예술극장 대극장 |      |
| 2008 | 《프루프》  |      | 2008. 7. 11.~2008. 9. 7.   | 스타스테이지          |      |

### 예능
| 연도 | 방송사       | 제목                            | 역할   | 기간                       | 비고 |
| ---- | ------------ | ------------------------------- | ------ | -------------------------- | ---- |
| 2016 | SBS          | 《정글의 법칙 in 파푸아뉴기니》 | 출연자 | 2016. 5. 6.~2016. 6. 24.   |      |
| 2016 | KBS 2TV      | 《배틀트립》                    | 게스트 | 2016. 6. 25.~2016. 7. 2.   |      |
| 2016 | KBS 2TV      | 《노래싸움 - 승부》             | 게스트 | 2016. 9. 16.               |      |
| 2018 | MBC          | 《진짜 사나이 300》             | 출연자 | 2018. 11. 23.~2019. 1. 18. |      |
| 2021 | MBC 에브리원 | 《비디오스타》                  | 게스트 | 2021.03.30                 |      |
| 2022 | SBS          | 《골 때리는 그녀들》            | 출연자 | 2022. 4. 27.~              |      |
| 2022 | SBS          | 《연애는 직진》                 | 진행자 | 2022. 8. 3.~2022. 8. 24.   |      |
| 2022 | MBC          | 《전지적 참견 시점》            | 출연자 | 2022. 8. 6.                |      |
| 2022 | MBC          | 《전지적 참견 시점》            | 출연자 | 2022. 10. 15.              |      |
| 2023 | JTBC         | 《아는 형님》                   | 게스트 | 2023. 1. 28.               |      |

## 수상 및 후보
| 연도 | 시상식                       | 부문                        | 작품              | 결과 |
| ---- | ---------------------------- | --------------------------- | ----------------- | ---- |
| 2012 | KBS 연기대상                 | 여자 신인연기상             | 《내 딸 서영이》  | 후보 |
| 2013 | 제49회 백상예술대상          | TV부문 인기상               | 《내 딸 서영이》  | 후보 |
| 2013 | 제49회 백상예술대상          | TV부문 여자신인연기상       | 《내 딸 서영이》  | 후보 |
| 2013 | 제13회 광주국제영화제        | 드라마 어워즈부문 뉴스타상  | 빈칸              | 수상 |
| 2014 | KBS 연기대상                 | 일일극부문 여자 우수연기상  | 《고양이는 있다》 | 수상 |
| 2015 | 제23회 대한민국 문화연예대상 | 드라마부문 여자 우수연기상  | 《다 잘될 거야》  | 수상 |
| 2015 | KBS 연기대상                 | 일일극부문 여자 우수연기상  | 《다 잘될 거야》  | 후보 |
| 2023 | KBS 연기대상                 | 일일드라마 부문 여자 우수상 | 《비밀의 여자》   | 수상 |